# Sort Stue
Sort Stue er et venstreorienteret, anarkistisk musikkollektiv, der blev etableret i 2006 i København. De ser sig selv som både band, organisation D.I.Y.-selskab og kollektiv.
Bandet er specielt populære i den københavnske undergrund, såsom Ungdomshuset, og Christiania.
I 2012 stoppede Sort Stue officielt, men allerede i foråret samme år spillede de en reunion-koncert i Ungdomshuset i anledning af Antifascistisk Aktions 20 års fødselsdag. Hen over året udgav Jake Juke også 4 mixtapes, alle ved navn Get Your Motherfucking Hands Up Mixtape. Det første udkom i hans eget navn, det andet med Anti K, det tredje med Lester og det fjerde og sidste med Fitnis. Alle mixtapes indeholdte også et eller flere remixes af Sort Stue tracks. Alle 4 plader er kun udgivet på internettet, men er til gratis download. De 4 mixtapes blev alle udgivet gennem Sort Stue Recs., men blev til for bl.a. at vende Sort Stue fans til at Sort Stue snart ikke ville eksisterende mere. Kort efter det fjerde mixtape kom, udgav Jake Juke også Jake Jukes Acapellaer & Instrumentaler, som udelukkende indeholder acapellaer og instrumentaler af Sort Stue, som er til at folk kan remixe selv.

## Diskografi

### Albums
- 2006: Prøver Å Nå Ut CD
- 2007: Der Er Blod Overalt CD
- 2008: Sort Arbejde CD
- 2009: Endnu En Ulovlighed CD
- 2010: Sort Stues LP LP
- 2010: Jake Juke: Farlig Radio CD/Kommunal Dubplate*
- 2010: Stamgæstens Mixtape Vol. I CD-compilation
- 2011: Viva Kantako Destroy Sony CD (findes på biblioteket)
- 2012: Jake Juke: Get Your Motherfucking Hands Up Mixtape Vol. 1 Internet
- 2012: Jake Juke & Anti K: Get Your Motherfucking Hands Up Mixtape Vol. 2 Internet
- 2012: Jake Juke & Lester: Get Your Motherfucking Hands Up Mixtape Vol. 3 Internet
- 2012: Jake Juke & Fitnis: Get Your Motherfucking Hands Up Mixtape Vol. 4 Internet
- 2012: Jake Juke: Jake Jukes Acapellaer & Instrumentaler Internet

Alle albums er udgivet og distribueret af Sort Stue Recs. Ifølge Sort Stue er deres musik ikke copyright-forbundet og ikke KODA-registreret.